# Liste des épisodes de Code Lyoko

Cet article présente le guide des épisodes de la série télévisée Code Lyoko :

## Résumé
| Saison | Saison | Épisodes | Première diffusion | Fin de diffusion |
| ------ | ------ | -------- | ------------------ | ---------------- |
|        | 1      | 26       | 3 septembre 2003   | 25 février 2004  |
|        | 2      | 26       | 31 août 2005       | 8 février 2006   |
|        | 3      | 13       | 9 septembre 2006   | 8 novembre 2006  |
|        | 4      | 30       | 13 août 2007       | 10 novembre 2007 |

## Préquelle (2006)
La préquelle est composée d’un épisode coupé en 2 parties s’intitulant Le Réveil de Xana. Il a été réalisé en même temps que la troisième saison et raconte comment Jérémie, Ulrich, Yumi et Odd sont devenus des Lyoko-Guerriers en rallumant le supercalculateur ainsi qu’en combattant Xana aux côtés d’Aelita.

## Première saison (2003-2004)
| N° | Part. | Titre original         | Titre anglais          | Scénario                         | Storyboard                        | Réalisation      | Première diffusion en France | Première diffusion aux États-Unis |
| -- | ----- | ---------------------- | ---------------------- | -------------------------------- | --------------------------------- | ---------------- | ---------------------------- | --------------------------------- |
| 1  | 1     | Teddygozilla           | Teddygozilla           | Frédéric Lenoir                  | Thomas Astruc                     | Jérôme Mouscadet | 3 septembre 2003             | 19 avril 2004                     |
| 2  | 2     | Le voir pour le croire | Seeing Is Believing    | Françoise Charpiat               | Luis Ruiz                         | Jérôme Mouscadet | 10 septembre 2003            | 20 avril 2004                     |
| 3  | 3     | Vacances dans la brume | Holidays in the Fog    | Laurent Turner                   | Christophe Pittet                 | Jérôme Mouscadet | 17 septembre 2003            | 21 avril 2004                     |
| 4  | 4     | Carnet de bord         | Log Book               | Françoise Charpiat               | Thomas Astruc                     | Jérôme Mouscadet | 24 septembre 2003            | 22 avril 2004                     |
| 5  | 5     | Big bogue              | Big Bug                | Alain Serluppus                  | Luiz Ruiz                         | Jérôme Mouscadet | 1er octobre 2003             | 23 avril 2004                     |
| 6  | 6     | Cruel dilemme          | Cruel Dilemma          | Alain Serluppus                  | Paul Beneteau                     | Jérôme Mouscadet | 8 octobre 2003               | 26 avril 2004                     |
| 7  | 7     | Problème d'image       | Image Problem          | Bruno Regeste Ghislaine Pujol    | Christophe Pittet                 | Jérôme Mouscadet | 15 octobre 2003              | 27 avril 2004                     |
| 8  | 8     | Clap de fin            | End of Take            | Laurent Turner                   | Thomas Astruc                     | Jérôme Mouscadet | 22 octobre 2003              | 28 avril 2004                     |
| 9  | 9     | Satellite              | Satellite              | Françoise Charpiat               | Paul Beneteau                     | Jérôme Mouscadet | 29 octobre 2003              | 29 avril 2004                     |
| 10 | 10    | Créature de rêve       | The Girl of the Dreams | Laurent Turner                   | Philippe Prunet                   | Jérôme Mouscadet | 5 novembre 2003              | 30 avril 2004                     |
| 11 | 11    | Enragés                | Plagued                | Jean-Rémi François Bruno Merle   | Louis Musso                       | Jérôme Mouscadet | 12 novembre 2003             | 3 mai 2004                        |
| 12 | 12    | Attaque en piqué       | Swarming Attack        | Vincent Bonjour                  | Richard Poulain Christophe Pittet | Jérôme Mouscadet | 19 novembre 2003             | 4 mai 2004                        |
| 13 | 13    | D'un cheveu            | Just in Time           | Bruno Regeste                    | Nadia Brahimi                     | Jérôme Mouscadet | 26 novembre 2003             | 5 mai 2004                        |
| 14 | 14    | Piégé                  | The Trap               | Philippe Grimond                 | Christophe Pittet                 | Jérôme Mouscadet | 3 décembre 2003              | 6 mai 2004                        |
| 15 | 15    | Crise de rire          | Laughing Fit           | Laurent Turner                   | Luis Ruiz                         | Jérôme Mouscadet | 10 décembre 2003             | 7 mai 2004                        |
| 16 | 16    | Claustrophobie         | Claustrophobia         | Françoise Charpiat               | Monica Maaten                     | Jérôme Mouscadet | 17 décembre 2003             | 10 mai 2004                       |
| 17 | 17    | Mémoire morte          | Amnesia                | Alain Serluppus                  | Paul Beneteau                     | Jérôme Mouscadet | 24 décembre 2003             | 11 mai 2004                       |
| 18 | 18    | Musique mortelle       | Killer Music           | Sophie Dubreuil                  | Marc Sierra                       | Jérôme Mouscadet | 31 décembre 2003             | 12 mai 2004                       |
| 19 | 19    | Frontière              | Frontier               | Bruno Regeste                    | Lionel Allaix                     | Jérôme Mouscadet | 7 janvier 2004               | 13 mai 2004                       |
| 20 | 20    | L'âme des robots       | The Robots             | Carlo de Boutiny Frédéric Lenoir | Nadia Brahimi                     | Jérôme Mouscadet | 14 janvier 2004              | 14 mai 2004                       |
| 21 | 21    | Gravité zéro           | Zero Gravity Zone      | Carlo de Boutiny Frédéric Lenoir | Louis Musso                       | Jérôme Mouscadet | 21 janvier 2004              | 17 mai 2004                       |
| 22 | 22    | Routine                | Routine                | Bruno Regeste                    | Monica Maaten                     | Jérôme Mouscadet | 28 janvier 2004              | 18 mai 2004                       |
| 23 | 23    | 36e dessous            | Rock Bottom            | Jean-Rémi François Bruno Merle   | Christophe Pittet                 | Jérôme Mouscadet | 4 février 2004               | 19 mai 2004                       |
| 24 | 24    | Canal fantôme          | Ghost Channel          | Frédéric Lenoir                  | Lionel Allaix                     | Jérôme Mouscadet | 11 février 2004              | 20 mai 2004                       |
| 25 | 25    | Code Terre             | Code Earth             | Sophie Decroisette               | Marc Sierra                       | Jérôme Mouscadet | 18 février 2004              | 21 mai 2004                       |
| 26 | 26    | Faux départ            | False Start            | Alain Serluppus                  | Paul Beneteau                     | Jérôme Mouscadet | 25 février 2004              | 24 mai 2004                       |

## Deuxième saison (2005-2006)
| N° | Part. | Titre original          | Titre anglais         | Scénario                                                   | Storyboard                         | Réalisation      | Première diffusion en France | Première diffusion aux États-Unis |
| -- | ----- | ----------------------- | --------------------- | ---------------------------------------------------------- | ---------------------------------- | ---------------- | ---------------------------- | --------------------------------- |
| 27 | 1     | Nouvelle donne          | New Order             | Sophie Decroisette Bruno Regeste                           | Paul Beneteau William Renaud       | Jérôme Mouscadet | 31 août 2005                 | 19 septembre 2005                 |
| 28 | 2     | Terre inconnue          | Unchartered Territory | Sophie Decroisette Bruno Regeste                           | Olivier Poirette Alain Le Dong     | Jérôme Mouscadet | 7 septembre 2005             | 20 septembre 2005                 |
| 29 | 3     | Exploration             | Exploration           | Françoise Charpiat                                         | Marc-Antoine Boidin William Renaud | Jérôme Mouscadet | 14 septembre 2005            | 21 septembre 2005                 |
| 30 | 4     | Un grand jour           | A Great Day           | Laurent Turner                                             | Philippe Riche Alain Le Dong       | Jérôme Mouscadet | 21 septembre 2005            | 22 septembre 2005                 |
| 31 | 5     | Mister Pück             | Mister Pück           | Jean-Rémi François Sophie Decroisette Bruno Merle          | Paul Beneteau Christophe Pittet    | Jérôme Mouscadet | 28 septembre 2005            | 23 septembre 2005                 |
| 32 | 6     | Saint Valentin          | Saint Valentine's Day | Laurent Turner                                             | Olivier Poirette William Renaud    | Jérôme Mouscadet | 5 octobre 2005               | 26 septembre 2005                 |
| 33 | 7     | Mix final               | Mix final             | Françoise Charpiat                                         | Philippe Riche Alain Le Dong       | Jérôme Mouscadet | 12 octobre 2005              | 27 septembre 2005                 |
| 34 | 8     | Chaînon manquant        | Missing Link          | Karine Lollichon                                           | Marc-Antoine Boidin William Renaud | Jérôme Mouscadet | 19 octobre 2005              | 28 septembre 2005                 |
| 35 | 9     | Les jeux sont faits     | The Chips Are Down    | Laurent Turner Sophie Decroisette                          | Paul Beneteau Alain Le Dong        | Jérôme Mouscadet | 26 octobre 2005              | 29 septembre 2005                 |
| 36 | 10    | Marabounta              | Marabounta            | Bruno Regeste Sophie Decroisette                           | Olivier Poirette William Renaud    | Jérôme Mouscadet | 2 novembre 2005              | 30 septembre 2005                 |
| 37 | 11    | Intérêt commun          | Common Interest       | Karine Lollichon Sophie Decroisette                        | Marc-Antoine Boidin Alain Le Dong  | Jérôme Mouscadet | 9 novembre 2005              | 3 octobre 2005                    |
| 38 | 12    | Tentation               | Temptation            | Laurent Turner Sophie Decroisette                          | Philippe Riche William Renaud      | Jérôme Mouscadet | 7 décembre 2005              | 25 novembre 2005                  |
| 39 | 13    | Mauvaise conduite       | A Bad Turn            | Bruno Regeste Sebastien Viaud                              | Paul Beneteau Alain Le Dong        | Jérôme Mouscadet | 16 novembre 2005             | 26 octobre 2005                   |
| 40 | 14    | Contagion               | Attack of the Zombies | Bruno Regeste                                              | Olivier Poirette William Renaud    | Jérôme Mouscadet | 23 novembre 2005             | 4 octobre 2005                    |
| 41 | 15    | Ultimatum               | Ultimatum             | Jean-Philippe d'Eperles Sophie Decroisette Alain Serluppus | Marc-Antoine Boidin Alain Le Dong  | Jérôme Mouscadet | 30 novembre 2005             | 5 octobre 2005                    |
| 42 | 16    | Désordre                | A Fine Mess           | Bruno Regeste                                              | Philippe Riche William Renaud      | Jérôme Mouscadet | 14 décembre 2005             | 6 octobre 2005                    |
| 43 | 17    | Mon meilleur ennemi     | Xana's Kiss           | Frédéric Lenoir Alain Serluppus                            | Paul Beneteau Alain Le Dong        | Jérôme Mouscadet | 11 janvier 2006              | 7 octobre 2005                    |
| 44 | 18    | Vertige                 | Vertigo               | Françoise Charpiat                                         | Olivier Poirette William Renaud    | Jérôme Mouscadet | 11 janvier 2006              | 24 octobre 2005                   |
| 45 | 19    | Guerre froide           | Cold War              | Jean-Rémi François Bruno Merle                             | Paul Beneteau Alain Le Dong        | Jérôme Mouscadet | 18 janvier 2006              | 25 octobre 2005                   |
| 46 | 20    | Empreintes              | Déjà Vu               | Bruno Regeste                                              | Philippe Riche William Renaud      | Jérôme Mouscadet | 18 janvier 2006              | 27 octobre 2005                   |
| 47 | 21    | Au meilleur de sa forme | Tip-Top Shape         | Laurent Turner                                             | Olivier Schramm William Renaud     | Jérôme Mouscadet | 25 janvier 2006              | 28 octobre 2005                   |
| 48 | 22    | Esprit frappeur         | Is Anybody Out There? | Jean-Rémi François Bruno Merle                             | Olivier Schramm Alain Le Dong      | Jérôme Mouscadet | 25 janvier 2006              | 1er novembre 2005                 |
| 49 | 23    | Franz Hopper            | Franz Hopper          | Frédéric Lenoir Alain Serluppus                            | Olivier Poirette William Renaud    | Jérôme Mouscadet | 1er février 2006             | 31 octobre 2005                   |
| 50 | 24    | Contact                 | Contact               | Jean-Rémi François Bruno Merle Sophie Decroisette          | Christophe Huthwhol Alain Le Dong  | Jérôme Mouscadet | 1er février 2006             | 25 novembre 2005                  |
| 51 | 25    | Révélation              | Revelation            | Bruno Regeste Sophie Decroisette                           | Paul Beneteau Alain Le Dong        | Jérôme Mouscadet | 8 février 2006               | 9 décembre 2005                   |
| 52 | 26    | Réminiscence            | The Key               | Bruno Regeste Sophie Decroisette                           | Marc-Antoine Boidin William Renaud | Jérôme Mouscadet | 8 février 2006               | 9 décembre 2005                   |

## Troisième saison (2006)
| N°                                                                       | Part. | Titre original       | Titre anglais        | Scénario                          | Storyboard        | Réalisation      | Première diffusion en France | Première diffusion aux États-Unis |
| ------------------------------------------------------------------------ | ----- | -------------------- | -------------------- | --------------------------------- | ----------------- | ---------------- | ---------------------------- | --------------------------------- |
| 53                                                                       | 1     | Droit au cœur        | Straight to Heart    | Françoise Charpiat                | Paul Beneteau     | Jérôme Mouscadet | 9 septembre 2006             | 4 octobre 2006                    |
| 54                                                                       | 2     | Lyokô moins un       | Lyoko Minus One      | Laurent Turner                    | William Renaud    | Jérôme Mouscadet | 16 septembre 2006            | 5 octobre 2006                    |
| 55                                                                       | 3     | Raz de marée         | Tidal Wave           | Laurent Turner Sophie Decroisette | Philippe Riche    | Jérôme Mouscadet | 23 septembre 2006            | 6 octobre 2006                    |
| 56                                                                       | 4     | Fausse piste         | False Lead           | Jean-Rémi François Bruno Merle    | Christian Choquet | Jérôme Mouscadet | 30 septembre 2006            | 10 octobre 2006                   |
| 57                                                                       | 5     | Aelita               | Aelita               | Bruno Regeste                     | Paul Beneteau     | Jérôme Mouscadet | 7 octobre 2006               | 11 octobre 2006                   |
| 58                                                                       | 6     | Le prétendant        | The Pretender        | Françoise Charpiat                | William Renaud    | Jérôme Mouscadet | 14 octobre 2006              | 12 octobre 2006                   |
| 59                                                                       | 7     | Le secret            | The Secret           | Laurent Turner Sophie Decroisette | Philippe Riche    | Jérôme Mouscadet | 21 octobre 2006              | 13 octobre 2006                   |
| 60                                                                       | 8     | Tarentule au plafond | Temporary Insanity   | Jean-Rémi François Bruno Merle    | Christian Choquet | Jérôme Mouscadet | 1er novembre 2006            | 16 octobre 2006                   |
| 61                                                                       | 9     | Sabotage             | Sabotage             | Bruno Regeste Sophie Decroisette  | Philippe Riche    | Jérôme Mouscadet | 2 novembre 2006              | 16 octobre 2006                   |
| 62                                                                       | 10    | Désincarnation       | Nobody in Particular | Jean-Rémi François Bruno Merle    | Christian Choquet | Jérôme Mouscadet | 3 novembre 2006              | 18 octobre 2006                   |
| 63                                                                       | 11    | Triple sot           | Triple Trouble       | Jean-Rémi François                | William Renaud    | Jérôme Mouscadet | 6 novembre 2006              | 19 octobre 2006                   |
| 64                                                                       | 12    | Surmenage            | Double Trouble       | Laurent Turner Sophie Decroisette | Paul Beneteau     | Jérôme Mouscadet | 7 novembre 2006              | 20 octobre 2006                   |
| 65                                                                       | 13    | Dernier round        | Final Round          | Laurent Turner Sophie Decroisette | Philippe Riche    | Jérôme Mouscadet | 8 novembre 2006              | 23 octobre 2006                   |
| Lionel Allaix (chef storyboard 2D) et Alain Le Dong (chef storyboard 3D) |       |                      |                      |                                   |                   |                  |                              |                                   |

## Quatrième saison (2007)
| N° | Part. | Titre original              | Titre anglais                  | Scénario                                          | Storyboard                                         | Réalisation      | Première diffusion en France | Première diffusion aux États-Unis |
| -- | ----- | --------------------------- | ------------------------------ | ------------------------------------------------- | -------------------------------------------------- | ---------------- | ---------------------------- | --------------------------------- |
| 66 | 1     | Renaissance                 | William Returns                | Bruno Regeste Laurent Turner                      | Paul Beneteau Alain Le                             | Jérôme Mouscadet | 13 août 2007                 | 18 mai 2007                       |
| 67 | 2     | Mauvaise réplique           | Double Take                    | Jean-Rémi François Bruno Merle                    | Paul Beneteau William Renaud                       | Jérôme Mouscadet | 14 août 2007                 | 12 juin 2007                      |
| 68 | 3     | Première partie             | Opening Act                    | Guillaume Mautalent Sébastien Oursel              | Bruno Issaly William Renaud                        | Jérôme Mouscadet | 30 août 2007                 | 19 juin 2007                      |
| 69 | 4     | Double foyer                | Wreck Room                     | Frédéric Valion                                   | Bruno Issaly Alain Le                              | Jérôme Mouscadet | 15 août 2007                 | 12 juin 2007                      |
| 70 | 5     | Skidbladnir                 | Skidbladnir                    | Karine Lollichon                                  | Franck Leguay William Renaud                       | Jérôme Mouscadet | 16 août 2007                 | 3 juillet 2007                    |
| 71 | 6     | Premier voyage              | Maiden Voyage                  | Bruno Regeste                                     | William Renaud                                     | Jérôme Mouscadet | 17 août 2007                 | 10 juillet 2007                   |
| 72 | 7     | Leçon de choses             | Crash Course                   | Elise Ollier-Gelbert Bruno Regeste                | Dorothée Robert Alain Le                           | Jérôme Mouscadet | 20 août 2007                 | 21 juillet 2007                   |
| 73 | 8     | Replika                     | Replika                        | Jean-Rémi François Bruno Merle                    | Paul Beneteau Alain Le                             | Jérôme Mouscadet | 21 août 2007                 | 24 juillet 2007                   |
| 74 | 9     | Je préfère ne pas en parler | I'd Rather Not Talk About It   | Bertrand Veyne                                    | Bruno Issaly Alain Le                              | Jérôme Mouscadet | 22 août 2007                 | —                                 |
| 75 | 10    | Corps céleste               | Hot Shower                     | François Déon                                     | Paul Beneteau Alain Le                             | Jérôme Mouscadet | 23 août 2007                 | —                                 |
| 76 | 11    | Le lac                      | The Lake                       | François Déon                                     | William Renaud                                     | Jérôme Mouscadet | 24 août 2007                 | —                                 |
| 77 | 12    | Torpilles virtuelles        | Lost at Sea                    | Hervé Pérouze Olivier Pérouze                     | Paul Beneteau Alain Le                             | Jérôme Mouscadet | 27 août 2007                 | —                                 |
| 78 | 13    | Expérience                  | Lab Rat                        | Jean-Rémi François Bruno Merle Sophie Decroisette | Dorothée Robert William Renaud                     | Jérôme Mouscadet | 28 août 2007                 | —                                 |
| 79 | 14    | Arachnophobie               | Bragging Rights                | Sophie Decroisette                                | William Renaud Alain Le                            | Jérôme Mouscadet | 29 août 2007                 | —                                 |
| 80 | 15    | Kiwodd                      | Dog Day Afternoon              | Frédéric Valion                                   | Marc Crevisy Benoit Milhorat                       | Jérôme Mouscadet | 29 août 2007                 | —                                 |
| 81 | 16    | Œil pour œil                | A Lack of Goodwill             | Bruno Regeste Guillaume Enard Cyril Tysz          | William Renaud Alain Le                            | Jérôme Mouscadet | 30 août 2007                 | —                                 |
| 82 | 17    | Mémoire blanche             | Distant Memory                 | Bruno Regeste                                     | Paul Beneteau Alain Le                             | Jérôme Mouscadet | 31 août 2007                 | —                                 |
| 83 | 18    | Superstition                | Hard Luck                      | Sophie Decroisette                                | Roland Boschi Benoit Milhorat                      | Jérôme Mouscadet | 8 septembre 2007             | —                                 |
| 84 | 19    | Missile guidé               | Guided Missile                 | Hervé Pérouze Olivier Pérouze                     | Roland Boschi William Renaud                       | Jérôme Mouscadet | 15 septembre 2007            | —                                 |
| 85 | 20    | La belle de Kadic           | Kadic Bombshell                | Bertrand Veyne                                    | Paul Beneteau Alain Le                             | Jérôme Mouscadet | 22 septembre 2007            | —                                 |
| 86 | 21    | Kiwi superstar              | Canine Conundrum               | Karine Lollichon                                  | Marc Crevisy Alain Le                              | Jérôme Mouscadet | 29 septembre 2007            | —                                 |
| 87 | 22    | Planète bleue               | A Space Oddity                 | Jean-Rémi François Bruno Merle                    | William Renaud Benoit Milhorat                     | Jérôme Mouscadet | 6 octobre 2007               | —                                 |
| 88 | 23    | Cousins ennemis             | Cousins Once Removed           | Frédéric Valion                                   | Olivier Poirette Jean-Yves Gaubert                 | Jérôme Mouscadet | 13 octobre 2007              | —                                 |
| 89 | 24    | Il est sensé d'être insensé | Music Soothes the Savage Beast | Alain Le                                          | Dorothée Robert Benoit Milhorat                    | Jérôme Mouscadet | 20 octobre 2007              | —                                 |
| 90 | 25    | Médusée                     | Wrong Exposure                 | Bertrand Veyne                                    | Nicolas Moschini Christophe Pittet Benoit Milhorat | Jérôme Mouscadet | 27 octobre 2007              | —                                 |
| 91 | 26    | Mauvaises ondes             | Bad Connection                 | Jean-Rémi François Bruno Merle                    | Paul Beneteau Jean-Yves Gaubert                    | Jérôme Mouscadet | 3 novembre 2007              | —                                 |
| 92 | 27    | Sueurs froides              | Cold Sweat                     | Bruno Regeste Sophie Decroisette                  | Paul Beneteau Alain Le                             | Jérôme Mouscadet | 3 novembre 2007              | —                                 |
| 93 | 28    | Retour                      | Down to Earth                  | Bruno Regeste Sophie Decroisette                  | Roland Boschi Jean-Yves Gaubert                    | Jérôme Mouscadet | 3 novembre 2007              | —                                 |
| 94 | 29    | Contre-attaque              | Fight to the Finish            | Bruno Regeste Sophie Decroisette                  | William Renaud Benoit Milhorat                     | Jérôme Mouscadet | 10 novembre 2007             | —                                 |
| 95 | 30    | Souvenirs                   | Echoes                         | Bruno Regeste Sophie Decroisette                  | Nicolas Moschini Christophe Pittet                 | Jérôme Mouscadet | 10 novembre 2007             | —                                 |